# Lola Dewaere
Lola Dewaere, pseudonimo di Lola Céleste Marie Bourdeaux (Boulogne-Billancourt, 4 dicembre 1979), è un'attrice francese.
Figlia d'arte (suo padre era l'attore Patrick Dewaere), nonché sorellastra della sceneggiatrice Angèle Herry, è interprete di vari ruoli televisivi, tra cui figura quello da protagonista nella serie televisiva Astrid e Raphaëlle.

## Biografia
È figlia di Élisabeth Malvina "Elsa" Chalier e dell'attore Patrick Dewaere, che si suicidò nel luglio 1982 a 35 anni. Dopo la morte del padre, all'età di 2 anni e mezzo, venne adottata dall'attore Coluche, con cui la madre aveva da tempo una relazione, a sua volta scomparso prematuramente in un incidente stradale nel 1986.
A 18 anni, la sua vita è segnata da un altro drammatico avvenimento, un incidente automobilistico in cui muore il suo ragazzo e in seguito al quale lei stessa riporta gravi fratture, per le quali rimane ricoverata in ospedale per tre mesi e dovrà sottoporsi nei successivi sette anni a vari interventi chirurgici.
In seguito, dopo aver lavorato nel settore immobiliare e dopo aver debuttato nel cortometraggio Curriculum (2006), diretto da Alexandre Moix,, si afferma definitivamente come attrice quando le viene offerto un ruolo nel film TV La vie devant soi (2010), adattamento dell'omonimo romanzo di Romain Gary.
Due anni dopo, è protagonista al fianco di Victoria Abril nel film Mince alors! (2012), diretto da Charlotte de Turckheim, in cui interpreta il ruolo di Nina, che le vale l'anno seguente una candidatura ai Premi César come miglior promessa femminile.
L'anno seguente, è poi protagonista, al fianco di Thierry Neuvic, del film TV Ligne de mire, diretto da Nicolas Herdt, in cui interpreta il ruolo di Claire Thibault, che le vale il premio come miglior attrice giovane al Festival del cinema di Luchon.
Dal 2016 al 2017 è nel cast della serie televisiva La mia vendetta, dove interpreta il ruolo di Pauline Jordan. Nel 2018 è al fianco di Florence Pernel e Guillaume Cramoisan, tra gli interpreti principali del film TV Delitto a Cadenet di Éric Duret, dove interpreta il ruolo della poliziotta Caroline Martinez. Interpreterà in seguito il medesimo ruolo in tre altri film TV dello stesso ciclo, Delitto nell'Hérault (2019), Delitto a Saint-Affrique (2020) e Delitto a Biot (2021).
Nel frattempo, nel 2019 diventa protagonista al fianco di Sara Mortensen di una nuova serie televisiva di France 2, Astrid e Raphaëlle, serie poliziesca dove interpreta il ruolo del commissario Raphaëlle Coste.
L'anno seguente, torna a rivestire i panni di Nina nel sequel di Mince alors!, intitolato Mince alors 2!.

## Filmografia parziale

### Cinema
- Curriculum, regia di Alexandre Moix - cortometraggio (2007)
- Mince alors!, regia di Charlotte de Turckheim (2012)
- Tu es si jolie ce soir, regia di Jean-Pierre Mocky (2014)
- Mince alors 2!, regia di Charlotte de Turckheim (2021)

### Televisione
- La vie devant soi, regia di Myriam Boyer – film TV (2010)
- La croisière – serie TV, 6 episodi (2013)
- Ligne de mire, regia di Nicolas Herdt – film TV (2014)
- La mia vendetta (La Vengeance aux yeux clairs) – serie TV, 14 episodi (2016-2017)
- Le tuer du lac – miniserie TV, 8 puntate (2017)
- Delitto a Cadenet (Crime dans le Luberon), regia di Éric Duret – film TV (2018)
- Delitto nell'Hérault (Crime dans l'Hérault), regia di Éric Duret – film TV (2019)
- Astrid e Raphaëlle (Astrid et Raphaëlle) - serie TV, 25 episodi (2019-in corso)
- Delitto a Saint-Affrique (Crimes dans le Lazarc), regia di Marwen Abdallah – film TV (2020)
- Peur sur le lac – miniserie TV, 4 puntate (2020)
- Delitto a Biot (Crimes à Biot), regia di Christophe Douchand – film TV (2021)
- Mademoiselle Holmes – serie TV, 12 episodi (2024-in corso)

## Premi e candidature
- 2013: Candidatura al Premio César come miglior promessa femminile per il ruolo di Nina in Mince alors! [13]
- 2014: Premio come miglior attrice giovane al Festival del Cinema di Luchon per il ruolo di Claire Thibault in Ligne de mire[1]

## Doppiatrici italiane
- Ne La mia vendetta, Lola Dewaere è doppiata da Daniela Calò[15]
- In Astrid e Raphaëlle, Lola Dewaere è doppiata da Perla Liberatori[10]